# Phyllomelia
Phyllomelia es un género monotípica de plantas con flores perteneciente a la familia de las rubiáceas. Incluye una sola especie: Phyllomelia coronata Griseb. (1866). Es nativa del Caribe.

## Taxonomía
Phyllomelia coronata fue descrita por August Heinrich Rudolf Grisebach y publicado en Catalogus plantarum cubensium . . . 139, en el año 1866.